# Jean-Jacques Daigneault
Jean-Jacques „J. J.“ Daigneault (* 12. Oktober 1965 in Montreal, Québec) ist ein ehemaliger kanadischer Eishockeyspieler und derzeitiger -trainer, der im Verlauf seiner aktiven Karriere zwischen  1981 und 2002 unter anderem 998 Spiele für die Vancouver Canucks, Canadiens de Montréal, Philadelphia Flyers, St. Louis Blues, Pittsburgh Penguins, Mighty Ducks of Anaheim, New York Islanders, Nashville Predators, Phoenix Coyotes und Minnesota Wild in der National Hockey League auf der Position des Verteidigers bestritten hat. Seinen größten Karriereerfolg feierte Daigneault in Diensten der Canadiens de Montréal mit dem Gewinn des Stanley Cups im Jahr 1993. Von 2012 bis 2018 war er als Assistenztrainer bei den Canadiens de Montréal tätig.

## Karriere
Jean-Jacques Daigneault begann seine Karriere als Eishockeyspieler bei den Voisins de Laval in der kanadischen Ligue de hockey junior majeur du Québec, wo er in der Saison 1981/82 aktiv war. Daigneault stand daraufhin zwei Jahre bei den Chevaliers de Longueuil unter Vertrag, bei denen er in 80 Partien 97 Punkte erreichte. Den Großteil verbrachte er aber mit dem kanadischen Eishockeyverband Hockey Canada, mit deren Auswahlmannschaft er sich auf die Olympischen Winterspiele 1984 in Sarajevo vorbereitete. Dort belegte er mit dem Team den vierten Rang. Es war das einzige internationale Turnier, an dem er in seiner Karriere teilnahm. Während des NHL Entry Draft 1984 wurde er in der ersten Runde an zehnter Position von den Vancouver Canucks ausgewählt.
Es gelang ihm, sich sehr schnell im NHL-Kader der Canucks zu etablieren, so bestritt er in den folgenden zwei Jahren zwischen 1984 und 1986 insgesamt 134 Partien und erzielte 57 Scorerpunkte. Anfang Juni 1986 transferierten ihn die Canucks für einen Draftpick zu den Philadelphia Flyers. Auch bei den Flyers erhielt der Verteidiger viele Einsätze, musste jedoch auch einige Partien bei deren damaligen Farmteam, den Hershey Bears, absolvieren.
Im November 1988 gaben ihn die Flyers im Austausch für Scott Sandelin zu den Canadiens de Montréal ab. Dort schoben ihn die Canadiens zunächst in ihr Farmteam, die Canadiens de Sherbrooke, ab. Nachdem er sich dort etabliert hatte, gehörte er von 1990 bis 1995 zum Stammkader der Canadiens, mit denen er in der Spielzeit 1992/93 den prestigeträchtigen Stanley Cup gewann. Anfang November 1995 transferierten ihn die Canadiens im Austausch für Pat Jablonski zu den St. Louis Blues. Nach 37 Partien bei den Blues und vier Scorerpunkten folgte der nächste Wechsel. Die Blues gaben ihn für einen Draftpick an die Pittsburgh Penguins ab, bei denen er 83 Partien absolvierte und 33 Punkte erreichte. Im Februar 1997 wechselte er zu den Mighty Ducks of Anaheim, bei denen er sich als Verteidiger etablieren konnte, jedoch bereits ein Jahr später zu den New York Islanders transferiert wurde.
Weder bei den Islanders noch bei den Nashville Predators konnte sich Daigneault im Team durchsetzen; 1998 folgte der Transfer nach Phoenix. Bei den Phoenix Coyotes konnte er die folgenden zwei Jahre als Stammspieler bestreiten, bevor er noch einmal innerhalb der NHL wechselte und sich den Minnesota Wild anschloss. Für diese bestritt er lediglich eine NHL-Partie und spielte ansonsten ausschließlich bei deren Farmteam, die Cleveland Lumberjacks, in der International Hockey League. Jean-Jacques Daigneault ließ seine lange Karriere in der Schweiz beim EHC Biel ausklingen. Nach wenigen Partien in der Nationalliga B beendete er im Jahr 2002 schließlich seine aktive Karriere.
Danach begann Daigneault seine Karriere als Trainer. Zunächst füllte er während der Spielzeit 2005/06 bei den Phoenix Roadrunners aus der ECHL den Posten des Assistenztrainers aus. Ab Beginn der Saison 2007/08 arbeitete der Kanadier auf derselben Position unter Cheftrainer Ken Gernander bei den Hartford Wolf Pack bzw. Connecticut Whale in der American Hockey League. Vor der Saison 2012/13 wurde er als Assistenztrainer bei den Canadiens de Montréal angestellt, eine Position, die er in der Folge bis zum Ende der Spielzeit 2017/18 innehatte. Seit der Spielzeit 2018/19 ist er als Assistenztrainer bei den San Antonio Rampage in der AHL angestellt.

## Erfolge und Auszeichnungen
- 1983 LHJMQ First All-Star Team
- 1983 Trophée Émile Bouchard
- 1993 Stanley-Cup-Gewinn mit den Canadiens de Montréal

## Karrierestatistik

### International
Vertrat Kanada bei:
- Junioren-Weltmeisterschaft 1984
- Olympischen Winterspielen 1984

(Legende zur Spielerstatistik: Sp oder GP = absolvierte Spiele; T oder G = erzielte Tore; V oder A = erzielte Assists; Pkt oder Pts = erzielte Scorerpunkte; SM oder PIM = erhaltene Strafminuten; +/− = Plus/Minus-Bilanz; PP = erzielte Überzahltore; SH = erzielte Unterzahltore; GW = erzielte Siegtore; 1 Play-downs/Relegation; Kursiv: Statistik nicht vollständig)